# 大原・御宿ゴルフコース
大原・御宿ゴルフコース（おおはら・おんじゅくゴルフコース）は、千葉県いすみ市にあるゴルフ場である。

## 概要
「大原・御宿ゴルフコース」は、千葉県の南房総の四季を通じて温暖な高台に位置し、恵まれたフラットで広大な地形を生かしたロケーションにレイアウトされた、どのホールも個性豊かな18ホールのゴルフ場である。
ゴルフ場の建設用地は、いすみ市大原台地区の余裕を持った敷地規模に、コース設計を井上誠一に依頼し、1982年（昭和57年）10月29日、18ホール規模のゴルフ場が開場された。
千葉県には、井上誠一が設計したコースが大原・御宿ゴルフコースを含め4コースある、「鷹之台カンツリー倶楽部」（千葉市、1954年（昭和29年）開場）、「鶴舞カントリー倶楽部」（市原市、1971年（昭和46年）開場）、「浜野ゴルフクラブ」（市原市、1984年（昭和59年））で、4コースは茨城県の5コースに次ぎ多い県である。井上誠一は、大原・御宿ゴルフコースの設計後の1981年（昭和56年）11月26日に亡くなったが、翌年に大原・御宿ゴルフコースはオープンされた、最後の作品、遺作となったコースである。
大原・御宿ゴルフコースは、公式の公益財団法人日本ゴルフ協会（JGA）のコースレートもなく、誰でも楽しめるコースで、「初心者には易しく、しかし上級者には難しく」が設計コンセプトとなっている。フェアウェイに点在するマウンドと110カ所のバンカーを巧みに配した18ホールがゆったりと展開している丘陵コースである。フェアウェイは広いが、適度にバンカーが効いていて、ティショットの狙い所を決めないと良いスコアが得られないレイアウトになっている。ティショットで打ったボールの落とし場所によって次打の難易度が大き左右するコースである。

## 所在地
〒298-0014 千葉県いすみ市大原台200番地

## コース情報
- 開場日 - 1982年10月29日
- 設計者 - 井上 誠一
- コースタイプ - 丘陵コース
- コース - 18ホールズ、パー72、6,834ヤード、コースレート
- フェアウェー - コウライ
- ラフ - ノシバ
- グリーン - 2グリーン、ベント（ペンクロス）、コーライ
- ハザード - バンカー110、池が絡むホール8
- ラウンドスタイル - 全組セルフプレー、GPSナビ付乗用ゴルフカー（リーダーズボード機能付き）、乗用カート(5人乗り)リモコン式
- 練習場 - 11打席50ヤード
- 休場日 - 年中無休[2]

## ギャラリー
- コース - 「大原・御宿ゴルフコース」、コースレイアウト、2021年9月16日閲覧
- ハウス - 「大原・御宿ゴルフコース」、施設案内、2021年9月16日閲覧

## 交通アクセス
鉄道
- 外房線（JR東日本） - 大原駅より タクシー利用 約10分[3]

道路
- 千葉東金道路 - 東金ICより 50Km
- 東京湾アクアライン - 市原鶴舞ICより 30Km[3]

## 関連文献
- 『ゴルフ場ガイド 東版』、2006-2007、「大原・御宿ゴルフコース」、東京 ゴルフダイジェスト社、2006年5月、2021年9月16日閲覧